# Габровница (област Монтана)
Вижте пояснителната страница за други значения на Габровница.
 Тази статия е за селото в Област Монтана.  За другото българско село с това име вижте Габровница (Софийска област).  За футболния отбор вижте ФК Габровница (Горно Сахране).
Габро̀вница е село в Северозападна България. То се намира в община Монтана, област Монтана, на 13 километра от областния център.

## История
Жители на селото взимат участие в Чипровското въстание от 1688 година.
Селото е заселено отново в края на 17 век. По сведения на стари хора първоначалното му местонахождение е било в местността „Сухи дол“, където имало кладенец за вода и гъста габърова гора. / Пак от старите хора на Спасковци – Селото е било в долния край на местността Сухия дол, от запад на тогавашното село има място наричано още „латинското гробище“. Създаването на сегашното му място е заради липсата на достатъчно изворна вода на старото място. Когато се появила нуждата от нея, хората изпаднали в затруднение, помогнали им домашните свине на една от селските фамилии. Хората забелязали че вечер свинете се прибират винаги кални, проследили ги и открили извора на сегашната чешма наречена Долна която се намира на селския стадион. Затова и къщите на хората от Фамилия Шошовци, са непосредствено до чешмата. Хората взели решение и така се образувало новото село само на три километра от старото си място на склон с южно изложение и много вода. Стария център на селото е бил на мястото на сегашната градинка над стадиона пак в близост до тази чешма и селото е съществувало в тази си част която сега се нарича долния му край, впоследствие и след освобождението от османско владичество се разраства./ От там селото носи името си – Габровница. По-късно, поради разрастването на селото, то било преместено на сегашното му място. В историята на селото ярка диря оставя подвига на много родолюбци, които поставят начало на учебното дело в селото. Сведение за първото появяване на училището в Габровница е дал старецът Йончо Петров, който е роден около 1850 г. в с. Охрид и живял в Габровница. По негови спомени, годината на създаване на училището била 1866 г. Първите учители, с чието име е свързано откриването на училището е Тудър Първанов – Кадията. 
По време на Балканската война в 1912 година един човек от Габровница се включва като доброволец в Македоно-одринското опълчение.

## Културни и природни забележителности
Едно от първите читалища в областта с библиотека е открито в село Габровница от учителя Асен Йосифов, чието име носи.
Храмът в Габровница е посветен на Свети Димитър Солунски, който е и покровител на селото.

## Редовни събития
- Съборът на село Габровница е всяка година в последната неделя на месец май.

## Други
До селото минава жп линията Мездра – Видин. Под линията е самото село, а над линията се намира военно летище, което е изоставено, разграбено и в руини. Повечето улици на селото са асфалтирани именно заради военните, това става през 1980-те (по няколко улици всяка година). Летището има една-единствена писта. Докато е било функциониращо, на летището са били базирани самолети МиГ-21 и МиГ-23, както и учебно-тренировъчни изтребители (УТИ). Те са отговаряли за въздушната отбрана на цяла Северозападна България. Много български военни пилоти (някои по-късно преминават в гражданската авиация) са започнали кариерата си именно на летище „Габровница“. Ядреното гориво за АЕЦ Козлодуй също е било доставяно от СССР с транспортен самолет на това летище, след което е било извозвано с наземен конвой до Козлодуй.